# Dr. Pimple Popper
Dr. Pimple Popper ist eine US-amerikanische Doku-Soap, die seit 2018 für den Sender TLC produziert wird.

## Handlung
Dr. Sandra Lee, auch bekannt als Dr. Pimple Popper, ist Fachärztin für Dermatologie und ästhetische Chirurgie. Die Sendung zeigt, wie Menschen mit verschiedenen Hauterkrankungen ihren Alltag bewältigen und sich für eine Behandlung an Dr. Lee wenden. Des Weiteren erhält der Zuschauer einen Einblick in den Praxisalltag, verschiedene Behandlungsmethoden und medizinische Eingriffe.

## Produktion und Veröffentlichung
Dr. Sandra Lee verzeichnete große Erfolge mit ihrem eigenen YouTube-Kanal, der im Jahr 2018 von rund 3,4 Millionen Menschen verfolgt wurde. Daraufhin wurde für TLC eine einstündige Sondersendung unter dem Titel This Is Zit produziert. Diese feierte am 3. Januar 2018 ihre Premiere in den USA und Großbritannien. Nach der positiven Resonanz zum TV-Special wurde die Produktion einer Fernsehserie offiziell bestätigt. Das Projekt lief zunächst auch unter dem Titel This Is Zit. Jedoch wurde es später noch in Dr. Pimple Popper umbenannt.
Die Doku-Soap entsteht in Zusammenarbeit mit den Ping Pong Productions. Robin Feinberg ist als Produzent für das Projekt tätig. Gedreht wird in den Heimatstädten der Patienten und deren Zuhause sowie der Hautklinik von Dr. Lee in Upland, Kalifornien.

## Ableger

### Dr. Pimple Popper: Die Videosprechstunde
Originaltitel: Dr. Pimple Popper: Before the Pop
Die Videosprechstunde wurde im Zuge der weltweiten Corana-Pandemie im Jahr 2020 produziert. Auf Grund verschiedener Regelungen zur Quarantäne war es Dr. Lee nicht möglich, einige ihrer Patienten persönlich zu empfangen und zu untersuchen. So begann sie Ferndiagnosen per Videokonferenz zu stellen. Der Ableger feierte seine US-Premiere am 3. September 2020 und kam auf insgesamt 10 Episoden in einer Staffel. Die deutsche Erstausstrahlung fand am 15. November 2020 statt.

### Dr. Pimple Popper: Breaking Out
In diesem Format, aus dem Jahr 2025, lädt Dr. Sandra Lee einige Nachwuchs-Dermatolgen in den Operationssaal ein. Sie möchte ihr Wissen an die nächste Generation von Ärzten weitergeben. Die Sendung wurde am 28. April 2025 erstmals in den Vereinigten Staaten ausgestrahlt. Bislang umfasst sie 20 Episoden in einer Staffel.

## Kritik
Bei den Rotten Tomatoes erhielt die erste Staffel von rund 78 Prozent der Zuschauer eine positive Bewertung. Einige Kritiker loben Dr. Lees Hingabe zu ihrem Beruf und bezeichnen das Format als durchaus seriös. Andere vergeben eine negative Bewertung auf Grund der detaillierten Darstellung von Behandlungen, die auf den Zuschauer abstoßend wirken kann.